# Socialisti Democratici Italiani
Socialisti Democratici Italiani (SDI) è stato un partito politico italiano socialdemocratico di centro-sinistra, nato il 10 maggio 1998 a Fiuggi, dalla fusione tra alcuni movimenti socialisti direttamente discendenti dal Partito Socialista Italiano (PSI) e dal Partito Socialista Democratico Italiano (PSDI). A livello internazionale, aderiva al Partito del Socialismo Europeo e all'Internazionale Socialista.
Lo SDI è stato impegnato nel percorso della Costituente Socialista che ha ridato vita, nel 2007, al Partito Socialista, nel quale è confluito.

## Storia

### Costituente Socialista: nascono i Socialisti Democratici Italiani
I socialisti, dopo lo scioglimento del PSI, dovuto allo scandalo di Tangentopoli, si ritrovano senza precisi riferimenti identitari ed assumono variegate collocazioni all'interno del sistema politico italiano, senza un partito che raccolga le precise istanze dell'esperienza riformista che era stata propria del PSI.

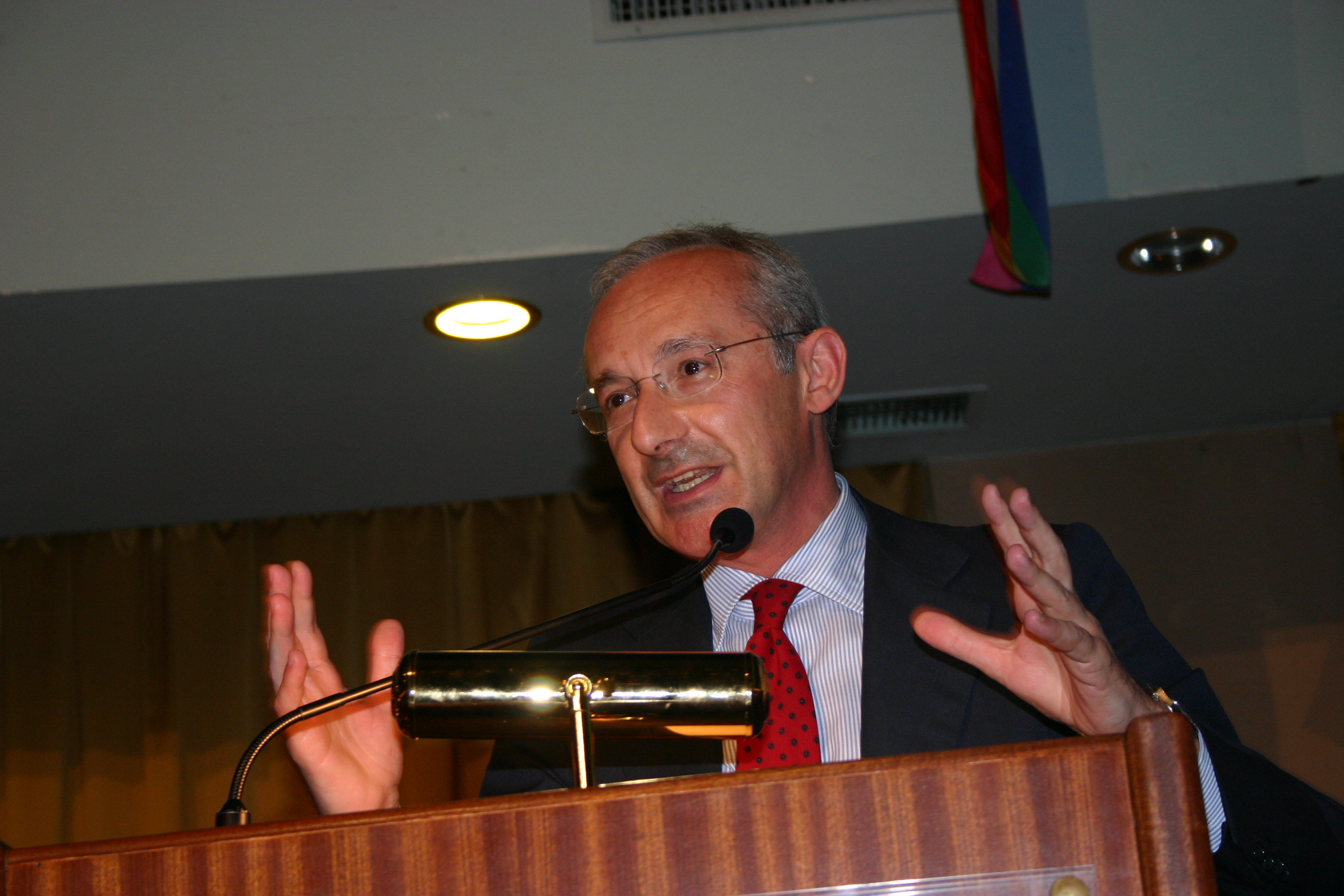
Enrico Boselli

Da una presa d'atto di tale situazione si materializza l'esigenza di fondare un partito, rivolto soprattutto alle istanze del socialismo europeo, per ricomporre almeno parzialmente questo scenario.
Così, il piccolo movimento dei Socialisti Italiani, guidato da Enrico Boselli si fa promotore di una Costituente Socialista, alla quale aderiscono:

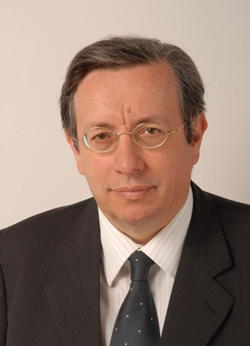
Gian Franco Schietroma

- ciò che rimane del Partito Socialista Democratico Italiano di Gian Franco Schietroma;

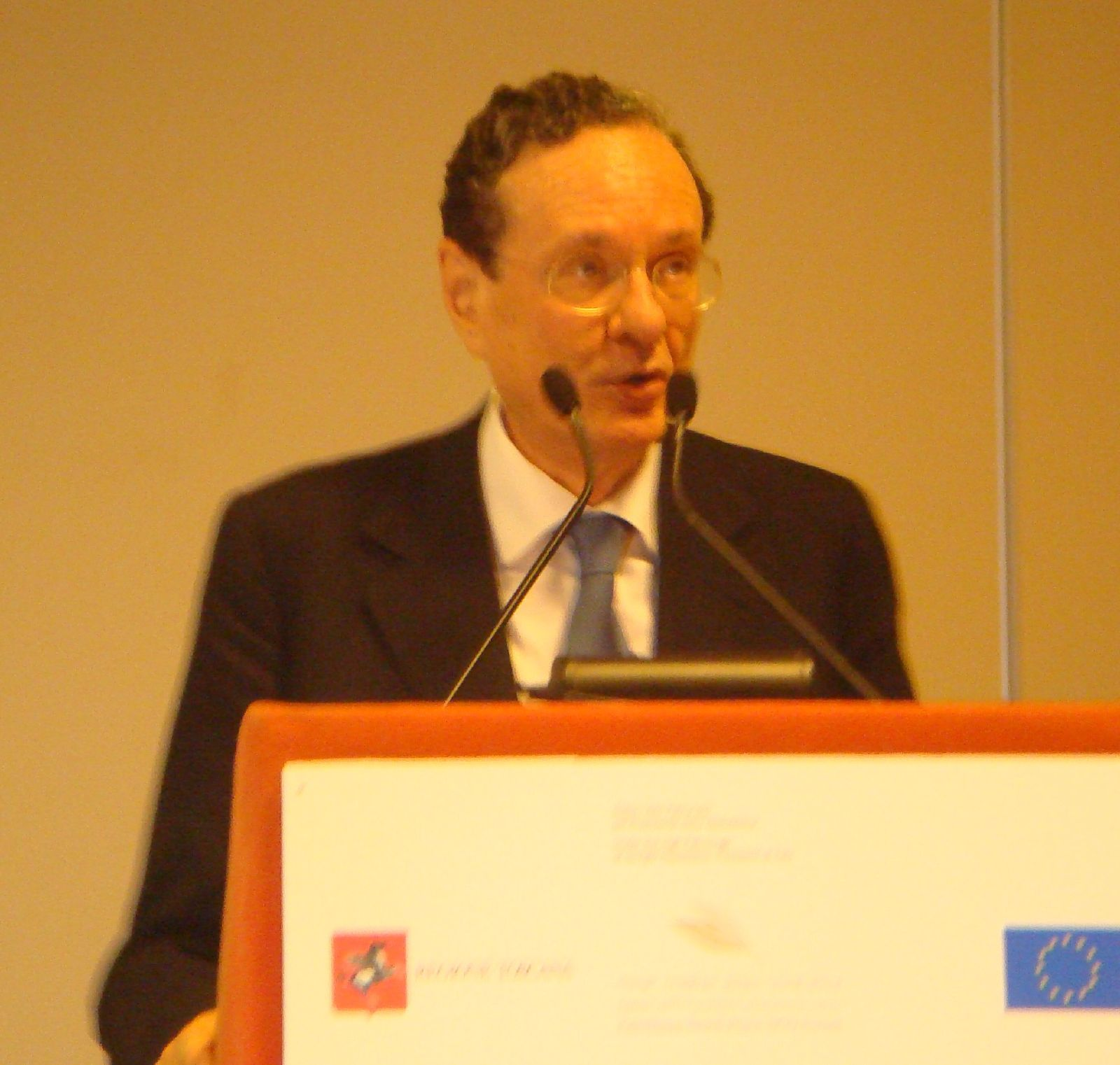
Ugo Intini

- la componente del Partito Socialista facente capo ad Ugo Intini, formato da ex-PSI ed ex-PSDI;
- dissidenti della Federazione Laburista che non condividevano l'entrata del movimento all'interno dei DS, il cui principale esponente è Alberto Benzoni.

Così nasce il nuovo partito dei Socialisti Democratici Italiani, che organizza il suo congresso costitutivo a Fiuggi il 10 maggio 1998: qui si ritrovano tutti gli orfani del partito che fu di Bettino Craxi, i quali eleggono come loro presidente Enrico Boselli. I Socialisti Democratici Italiani, contestualmente alla loro costituzione, compiono una scelta di campo ed entrano a far parte della coalizione di centrosinistra, L'Ulivo, che in questa fase è al governo del Paese sotto la guida di Romano Prodi.

### Europee 1999 e ingresso nel Governo D'Alema I

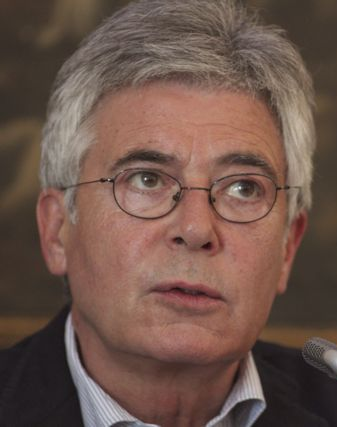
Claudio Martelli

Il debutto ufficiale del partito al contatto degli elettori avviene in occasione delle elezioni europee del 1999, quando lo SDI raccoglie circa 660 000 voti ed il 2,1%, piazzandosi come una forza con un discreto successo ma non certo paragonabile alla tradizione del PSI. Vengono eletti parlamentari europei Enrico Boselli e Claudio Martelli.
Intanto, lo SDI partecipa alla formazione dei governi dell'Ulivo. Dopo la caduta del Governo Prodi, cui il partito aveva fornito il suo appoggio pur senza esprimere una propria presenza, a causa del venir meno dell'appoggio di Rifondazione Comunista, diventa Presidente del Consiglio Massimo D'Alema, che chiamerà, nel suo primo governo Angelo Piazza al Ministero della Funzione Pubblica e Gian Franco Schietroma come sottosegretario alle Finanze.
Successivamente il gruppo alla Camera vede l'adesione di Tiziana Parenti, fuoriuscita dall'Unione Democratica per la Repubblica di Francesco Cossiga e, ancor prima, da Forza Italia.

### Strappo con D'Alema e il Governo
A dicembre del 1999 si apre, tuttavia, una crisi all'interno dell'esecutivo: al congresso del partito, il leader socialista Enrico Boselli critica l'operato di D'Alema, sostenendo che la sua premiership avrebbe provocato una sicura sconfitta alle future elezioni. Il presidente del Consiglio, intervenendo al congresso socialista, sostiene di avere avuto il merito di riportare i socialisti al governo citando la figura di Giuliano Amato, ministro del Tesoro in carica. Tale citazione, tuttavia, viene assunta come una provocazione da parte dell'SDI, visti gli infelici rapporti tra Amato e il partito.

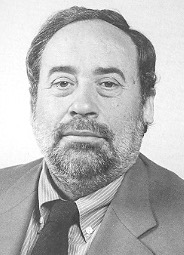
Ottaviano Del Turco

Il dibattito politico si infiamma e D'Alema decide di rassegnare le sue dimissioni al neoeletto Presidente della Repubblica Carlo Azeglio Ciampi, il 19 dicembre, il quale successivamente gli riaffida l'incarico di formare il governo, che otterrà una nuova fiducia dal Parlamento ma con l'astensione dei Socialisti Democratici Italiani, che decidono di non partecipare al Governo D'Alema II.
I rapporti con il resto della coalizione e soprattutto con i Democratici di Sinistra si rinsaldano soltanto successivamente, quando - nell'aprile del 2000 - diventa presidente del Consiglio lo stesso Amato: al nuovo Governo i Socialisti Democratici Italiani aderiscono con un proprio ministro, Ottaviano Del Turco, che riceve la delega al dicastero delle Finanze, e con due sottosegretari: Intini agli Esteri e Schietroma all'Interno.

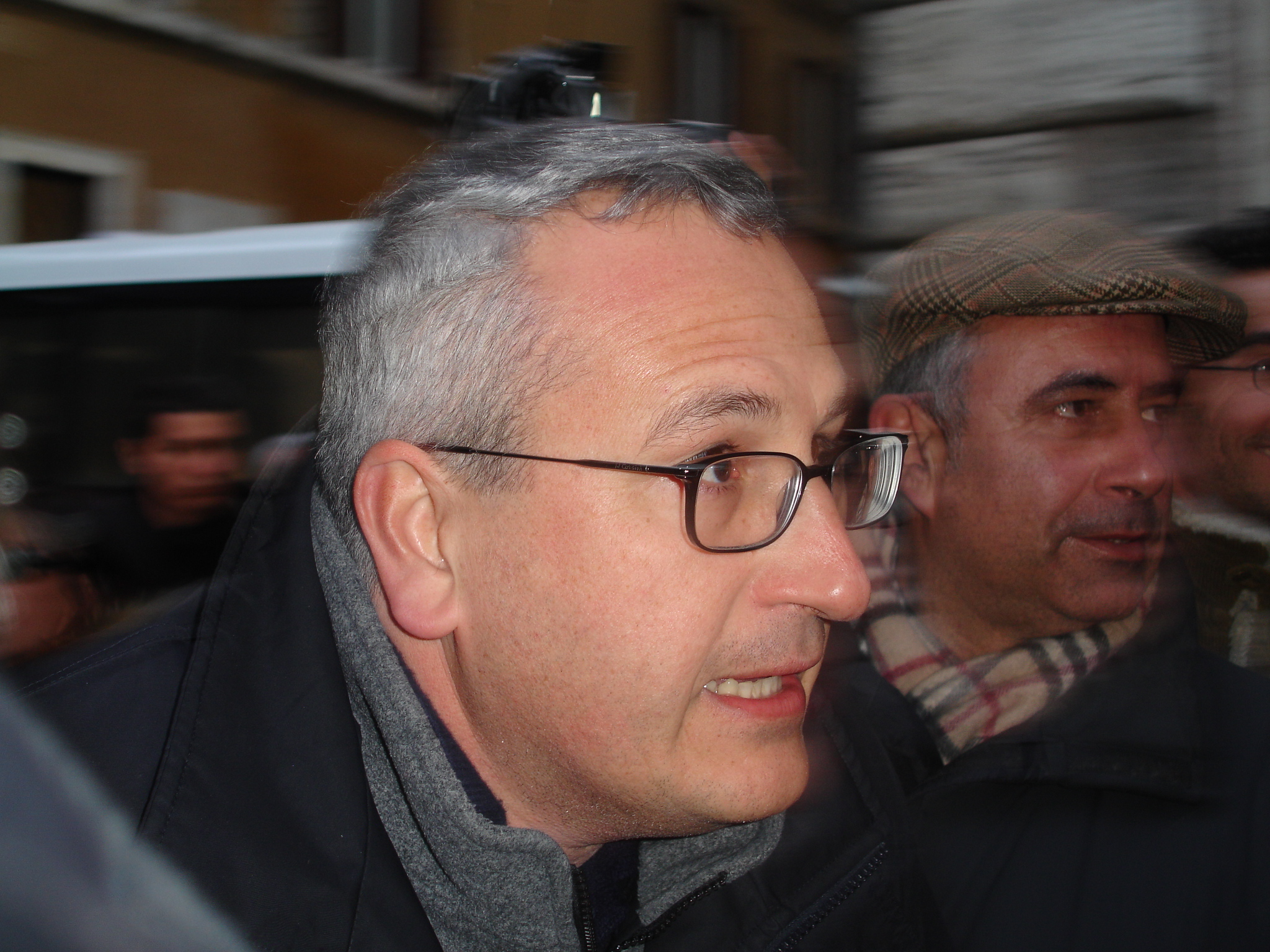
Bobo Craxi

### Scissione della Lega Socialista
Nel 2000 Bobo Craxi e Claudio Martelli lasciarono polemicamente i Socialisti Democratici Italiani per fondare un nuovo partito socialdemocratico, la Lega Socialista, con lo scopo di allearsi con il centro-destra guidato da Silvio Berlusconi. La Lega Socialista operava già come corrente interna del partito.
Un anno più tardi, nel 2001, la Lega Socialista, insieme al Partito Socialista di Gianni De Michelis, diede vita al Partito Socialista - Nuovo PSI, partito coalizzato nella Casa delle Libertà.

### Politiche 2001: ilGirasolee opposizione
La coalizione dell'Ulivo si prepara, intanto, alle elezioni politiche del 2001, sostenendo la candidatura a premier di Francesco Rutelli. Lo SDI è parte integrante dello schieramento e presenta, nella quota proporzionale, una lista insieme ai Verdi, denominata Il Girasole, per superare lo sbarramento del 4% previsto dalla legge elettorale in vigore. La lista prende ispirazione dal modello tedesco di coalizione rosso-verde (composta da SPD e Alleanza 90/I Verdi).
Il Girasole, tuttavia, non raggiunge i risultati sperati: nonostante l'aggregazione, raccoglie soltanto il 2,2% e non accede alla ripartizione dei seggi proporzionali. Lo SDI si ritrova con 9 deputati e 6 senatori, finisce nel gruppo misto e non può costituire gruppi parlamentari autonomi.
A vincere le elezioni è la Casa delle Libertà di Silvio Berlusconi che diventa presidente del Consiglio. Il nuovo governo diventa operativo e lo SDI, dall'opposizione, tenta un proprio rafforzamento elettorale, lavorando anche nell'ambito del centrosinistra per ripristinare la credibilità della coalizione, la cui leadership - in questi anni - viene nuovamente affidata a Romano Prodi, che nel frattempo è presidente della Commissione europea.

### Progetto unitario dell'Ulivo
Dallo stesso Prodi partono segnali di novità: il suo obiettivo è quello di creare una base forte e credibile che possa assicurare la stabilità ad un futuro governo di centrosinistra.
L'idea compie i suoi primi passi in occasione delle elezioni europee del 2004, quando Prodi propone a tutti gli alleati di presentarsi sotto un unico simbolo, il simbolo dell'Ulivo che - sostiene - per gli italiani significa buon governo e cambiamento. I Socialisti Democratici Italiani, con il parere favorevole espresso nel III Congresso del partito (aprile 2004), aderiscono all'appello: Boselli, in tale circostanza, tra le altre cose, si rende protagonista di una polemica con Antonio Di Pietro, manifestando contrarietà all'ingresso di Italia dei Valori nel progetto riformista.

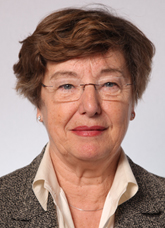
Pia Locatelli

Dall'intesa maturata dai socialisti insieme ai Democratici di Sinistra, alla Margherita e ad altri piccoli soggetti politici quali i Repubblicani Europei, nasce la lista "Uniti nell'Ulivo" che alle Europee ottiene il 31% dei consensi, con l'obiettivo di dare una spinta riformista nel Parlamento europeo. Lo SDI elegge due eurodeputati: Pia Locatelli ed Ottaviano Del Turco (il quale, un anno dopo, però, si dimetterà dalla carica dopo la sua elezione a presidente della Regione Abruzzo).
I partiti della lista unitaria decidono anche di darsi una organizzazione federale, di dare ancora più concretezza al progetto dell'Ulivo delegando ad organi sovra-partitici le competenze specifiche di alcuni settori. Così, a febbraio 2005, viene costituita la Federazione dell'Ulivo, all'interno della quale lo SDI conta 2 (compreso il segretario nazionale) dei 12 componenti della presidenza.

### Regionali 2005: Unità Socialista
Intanto, in vista delle elezioni regionali che interessano 14 regioni italiane e dell'approssimarsi dell'appuntamento con il rinnovo del Parlamento nel 2006, la coalizione di centrosinistra si allarga ai partiti e ai movimenti che ne erano rimasti precedentemente esclusi ed assume la nuova denominazione di L'Unione, la quale conquista il governo di 12 regioni su 14.
I partiti della Federazione dell'Ulivo decidono di presentarsi sotto il simbolo dell'Ulivo in 9 regioni, mentre concorrono autonomamente nelle altre 5: la Federazione dell'Ulivo raccoglie un 34,2% (sulla base delle 9 regioni), mentre i Socialisti Democratici Italiani sono al 4,5% (sulla base delle 5).
Nelle regioni in cui corre da solo, l'SDI apre alla dicitura di Unità Socialista, come ennesimo riferimento all'obiettivo dell'unità dei socialisti e della costruzione di un progetto riformista nel centrosinistra, all'interno dell'Unione. In questa circostanza, infatti, l'SDI si apre ad altri movimenti locali d'ispirazione socialista.

### I Socialisti Democratici Italiani abbandonano la Federazione dell'Ulivo
La strada dei Socialisti Democratici Italiani, però, dopo la breve esperienza del 2004-2005 si divide da quella dei due partiti maggiori del centrosinistra, i DS e la Margherita, con i quali aveva costituito la Federazione dell'Ulivo.
I dissapori sorgono in seguito ai referendum sulla procreazione medicalmente assistita che si svolgono a giugno 2005: lo SDI, insieme ai DS, è per l'abrogazione della legge varata dal Governo Berlusconi giudicando restrittive le norme d'accesso ai trattamenti terapeutici; nella Margherita, pur lasciando libertà di coscienza ai propri elettori, prevale la posizione dell'astensione (annunciata, a livello personale, dallo stesso leader Rutelli) anche a seguito dell'appello lanciato ai cattolici in tal senso dalla Conferenza Episcopale Italiana.
Alla fine il referendum fallisce: il quorum non viene raggiunto, va al voto solo il 25,6% degli elettori, ma la posizione della Margherita inasprisce i rapporti con i socialisti, il quale dà una sterzata nel verso della laicità e accusa la Margherita di clericalismo.
Pochi mesi dopo, il 16 ottobre 2005 si svolgono le elezioni primarie dell'Unione che conferiscono a Romano Prodi, sostenuto anche dai socialisti, l'investitura di leader della coalizione.

### Progetto radical-socialista: la Rosa nel Pugno
Nel frattempo, abbandonata l'idea di una federazione dell'Ulivo (che poi si trasformerà nelle basi per la nascita di un vero e proprio partito unico), lo SDI si dedica a nuovi obiettivi e si rivolge all'area laica, socialista, liberale e radicale, avviando un percorso comune con i Radicali Italiani di Marco Pannella ed Emma Bonino, con l'intento di creare una nuova forza nel nome di "Fortuna, Blair e Zapatero": una prima convention costitutiva si tiene nel settembre 2005, a Fiuggi, siglando il progetto di un soggetto socialista e radicale sul modello spagnolo, sotto l'insegna di un socialismo liberale e libertario fortemente impegnato sul tema dei diritti civili e della laicità dello Stato.

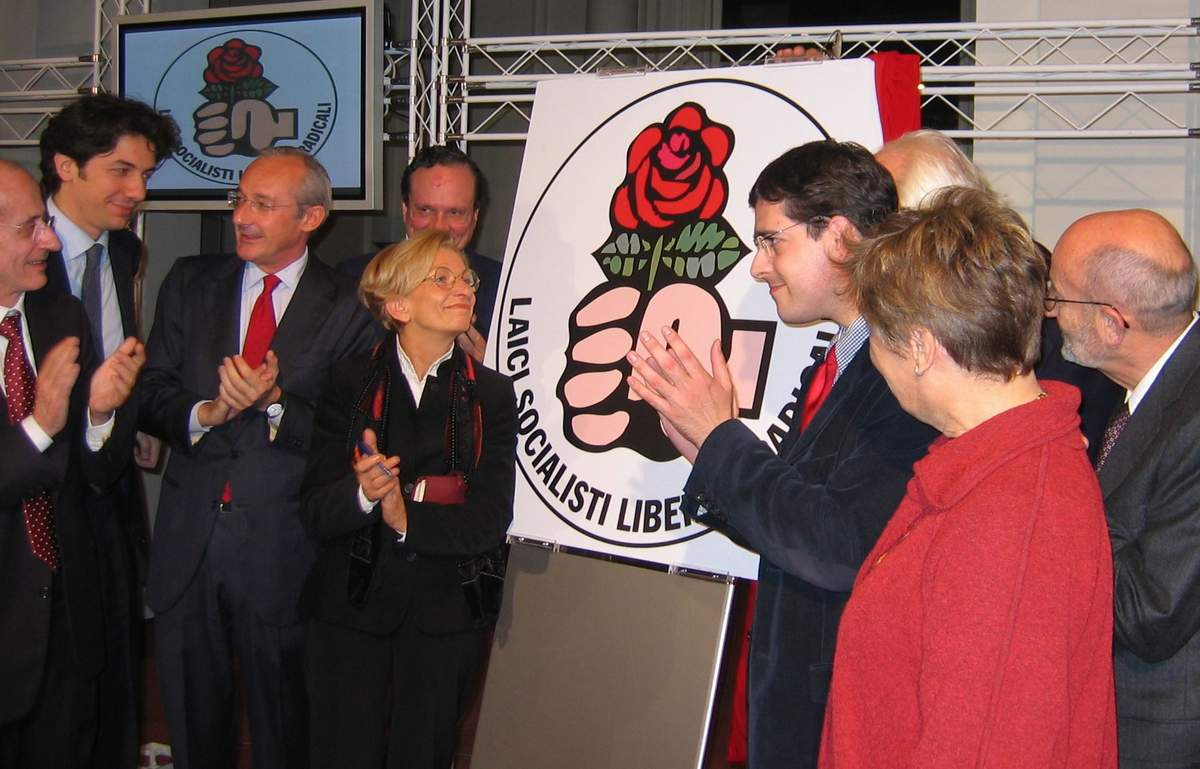
Il segretario dello SDI, Enrico Boselli, con i suoi compagni Ugo Intini, Roberto Villetti e Pia Locatelli, assieme al segretario dei Radicali, Daniele Capezzone, con Emma Bonino, Marco Pannella e Marco Cappato, all'atto di fondazione della Rosa nel Pugno nel 2005.

Nello stesso periodo ci sono altri nodi da sciogliere nell'universo socialista: le prospettive aperte dello SDI sono motivo di discussione anche in un altro soggetto d'ispirazione socialista, il Nuovo PSI - membro della Casa delle Libertà e del Governo Berlusconi - che convoca un congresso straordinario, dove si contrappongono due mozioni in un articolato scenario convulso che mette in dubbio la validità del congresso. Lo scontro, in aperta polemica, è fra Gianni De Michelis e Bobo Craxi: il primo ritiene che il progetto socialista e radicale non costituisca un obiettivo prioritario e chiede di restare nel centrodestra; il secondo propone un immediato abbandono della CdL e un'adesione al centrosinistra, anche in prospettiva del dialogo con lo SDI.
Sarà la "Rosa nel Pugno" il simbolo del nuovo progetto radical-socialista: la proposta arriva nel corso del congresso dei Radicali dal segretario Daniele Capezzone, che viene accolta con favore da Boselli, anche perché rappresenta uno dei simboli socialisti per eccellenza. Boselli, avviato ormai il percorso comune, si fa promotore presso i vertici dell'Unione affinché si aprano le porte ai Radicali, esortando a considerarli d'ora in poi come un tutt'uno con i socialisti.
Il simbolo della Rosa nel pugno viene presentato parallelamente allo svolgimento del IV Congresso dello SDI (novembre 2005): si propone non solo come alleanza per le elezioni politiche ma come l'inizio di un cammino comune di radicali e socialisti.

### 2006: la nuova linea del socialismo radicale
A seguito di questi eventi, lo SDI assume, di fatto, una nuova linea che lo porta sulle posizioni di un socialismo radicale. Tra le prime proposte avanzate, infatti, c'è la richiesta di un superamento del Concordato stipulato fra lo Stato italiano e la Chiesa cattolica.
Boselli ritiene inaccettabili le ingerenze della Chiesa Cattolica e della Santa Sede sulla politica interna italiana, riferendosi, fra l'altro, al referendum sulla fecondazione assistita, quando il cardinale Camillo Ruini, presidente della Conferenza Episcopale Italiana, invitò all'astensione.
Il 9 e 10 aprile 2006 si svolgono le elezioni: il centrosinistra vince per poche decine di migliaia di voti alla Camera dei deputati, dove ottiene il 49,81% dei consensi contro il 49,74% della CdL. Al Senato si rivela determinante il voto della circoscrizione Estero, che consente all'Unione - pur avendo conseguito meno voti della CdL - di ottenere due seggi in più.
La Rosa nel Pugno ottiene un risultato inferiore alle prevedibili sommatorie di SDI e Radicali. Conquista 991 000 voti alla Camera (2,6%) e 851 000 al Senato (2,5%), superando lo sbarramento solo nel primo caso ed eleggendo così 18 deputati, tra cui il capofila socialista Enrico Boselli. Al Senato, però, la formazione radicalsocialista non supera gli sbarramenti regionali del 3%, riuscendoci solo in Calabria e, minimamente, anche in Umbria, ma senza che questo basti ad eleggere alcun senatore. La Rosa nel Pugno, a questo proposito, parlerà di una scorretta interpretazione della legge elettorale, sostenendo che, invece, ci sarebbero 4 senatori radicalsocialisti democraticamente eletti.
Nel nuovo Governo Prodi II, l'SDI non esprime ministri, in quanto l'unica rappresentanza ministeriale della RnP viene affidata alla radicale Emma Bonino: entrano nel Governo Ugo Intini (viceministro degli Esteri), Emidio Casula (sottosegretario alla Difesa), Tommaso Casillo (sottosegretario alle Infrastrutture) e Raffaele Gentile (sottosegretario ai Trasporti).

### La Rosa nel Pugno si blocca
Già sul finire del 2006, il progetto della RnP subisce un rallentamento dovuto ad una sostanziale difformità tra la cultura socialista e quella radicale, che si concretizza soprattutto in un diverso modo di intendere l'azione politica: da una parte un'azione storicamente di governo, dall'altra un'attività referendaria e movimentista. Posizioni in tal senso vengono espresse dal congresso dei Radicali (novembre 2006), dal cui pulpito anche Lanfranco Turci (leader terzista della RnP, già esponente dei DS) riconosce la crisi del progetto.
Quella che era nata come alleanza politico-elettorale non è riuscita a trasformarsi in un vero nuovo partito ma, anzi, socialisti e radicali sono destinati a dividere le loro strade, pur mantenendo il loro gruppo unitario alla Camera. Lo stesso Boselli ammette che la diversità di strategia è un limite per il progetto che ormai, pur condividendo un comune campo ideologico d'azione, si mantiene solo come alleanza elettorale e come azione comune nel Parlamento e nel Governo. Per l'SDI si propone, piuttosto, come nuovo ed autentico obiettivo quello di ricomporre la diaspora socialista. Boselli, in ogni caso, sostiene che l'alleanza con i radicali non è conclusa ma si presta a continuare sui temi come i diritti civili, il garantismo, l'economia, la politica estera, la laicità.

### V Congresso: via alla costituente del Partito Socialista
Dal 13 al 15 aprile 2007 si svolge il V Congresso dello SDI, convocato in forma straordinaria, in una stagione congressuale che accomuna i principali partiti del centrosinistra, in primo luogo i DS e la Margherita, avviati verso la costituzione di un partito unico, il Partito Democratico. Dal congresso parte un secco no all'adesione dello SDI al nuovo soggetto, nonostante le sollecitazioni degli alleati, perché il PD, secondo Boselli, rappresenta un "compromesso storico bonsai", un accordo tra i DS, di cultura post-comunista, e la Margherita, ritenuta "un partito cattolico diretto verso lidi confessionali".
L'obiettivo, dunque, è quello di costruire una forza spiccatamente socialista, che si collochi in maniera inequivocabile nel PSE e abbia come riferimento la socialdemocrazia europea. Durante il congresso a rappresentare l'anima critica verso il nuovo corso dello SDI saranno due interventi: quello di Ottaviano Del Turco e di Claudio Carotti. Così, dalla conclusione del congresso, Boselli dichiara aperta la Costituente Socialista, fissando un appuntamento all'autunno 2007 per realizzarne la fase conclusiva.
Il 23 maggio 2007 Ottaviano Del Turco, già ministro ed europarlamentare dello SDI, presidente in carica della Regione Abruzzo, che si era espresso favorevolmente all'adesione dello SDI al Partito Democratico, prendendo atto delle conclusioni del congresso nazionale, formalizza l'abbandono dal partito per aderire al comitato promotore del nascente PD.
Il 14 luglio 2007 parte la Costituente Socialista, con la quale, secondo i promotori, si realizza quell'unità dei socialisti auspicata da 13 anni, con l'obiettivo non soltanto di porre fine alla diaspora del PSI e del PSDI, ma di unire le componenti che si riferiscono al Partito Socialista Europeo. Sono soggetti fondatori del nuovo soggetto politico anche parte del Partito Socialista - Nuovo PSI di Gianni De Michelis (che, pochi giorni prima, aveva eletto Mauro Del Bue nuovo segretario) e de I Socialisti Italiani di Bobo Craxi, insieme ad altri esponenti come Lanfranco Turci, promotore dell'Associazione per la Rosa nel Pugno, Roberto Barbieri (ex DS), Cinzia Dato (ex DL) e l'area ex-DS di A sinistra per il socialismo europeo guidata da Gavino Angius, Valdo Spini e Franco Grillini, che in un primo momento aveva aderito a Sinistra Democratica.
La Costituente si è posta delle scadenze: ad ottobre 2007 una conferenza per stilare il programma; a dicembre il congresso per la fondazione del Partito Socialista. Tuttavia il Congresso del Partito Socialista si svolgerà solo il 7 giugno 2008.

## Correnti
- Boselliani: sono i seguaci del segretario del partito Enrico Boselli, inizialmente favorevoli ad una nuova aggregazione radical-socialista e successivamente contrari al Partito Democratico e proiettati verso la ricostituzione del PSI;
- Intiniani-Villettiani: componente da sempre contraria all'aggregazione radical-socialista e proiettata in una prospettiva di Unità Socialista;
- Unità, Identità ed Autonomia Socialista: corrente più di sinistra del partito, ma nonostante questo fortemente craxiana e ostile alla sinistra radicale, il principale esponente è Angelo Sollazzo.

### Correnti uscite dal partito ed aderenti al Partito Democratico
- Democratici & Socialisti per: Nasce intorno all'associazione  “D&S Democratici & Socialisti per” nel 2017. Il 10 maggio 2018 insieme alla Fondazione Saragat e l'associazione Lab Dem danno vita a “D&S Lab” (Laboratorio Democratico e Socialista) alla presenza di Gianni Pittella e Tommaso Nannicini.
- Alleanza Riformista: Fin da quando nacque il progetto dell'Ulivo, i seguaci del Presidente della Regione Abruzzo Ottaviano Del Turco furono favorevoli a portare la cultura e la storia del riformismo socialista italiano nel Partito Democratico. In seguito al rifiuto dello SDI ad entrare nel Pd la componente è così uscita dal partito organizzandosi a partire dal 14 maggio 2007 nel movimento Alleanza Riformista in vista della confluenza totale nel Partito democratico. Hanno fatto parte del movimento l'ex ministro Salvo Andò, l'ex senatore Cesare Marini, Alberto Tedesco (Assessore Regionale della Puglia), Felice Iossa (Consigliere Regionale della Campania), Roberto Bruni (Sindaco di Bergamo), Eugenio Giani (Assessore Comunale di Firenze), Enrico Bertini (Consigliere Provinciale di Firenze), Felice Laudadio (Assessore Comunale di Napoli), Andrea America (Ex Assessore Sport Comune di Napoli, ex Sindaco Comune di Mariglianella, Ex Segretario Generale Cgil Napoli, Attuale Coordinatore Comitato Provinciale Anticamorra Napoli) Roberto De Masi (Consigliere Comunale di Napoli), Angela Pace (già Segretario Provinciale SDI Salerno), Andrea Severi (già vicesegretario provinciale SDI Roma). A questi si sono aggiunti Claudio Signorile, già esponente del PSI di Bettino Craxi e poi fondatore del Movimento di Unità Socialista per riconciliare i socialisti disseminati in varie aree della politica italiana. Signorile sostiene che non ci sia altro futuro per i socialisti italiani se non quello della integrazione all'interno del Partito Democratico, in nome della unità di tutti i riformisti.
- Socialisti liberal per il Partito democratico: tale gruppo deriva da una originaria scissione dal Nuovo Psi della componente raccolta attorno a Claudio Nicolini, successivamente organizzatasi nel movimento Sinistra Liberal socialista. Questa, il 4 febbraio 2006 aveva aderito allo SDI in occasione del IV Congresso Nazionale di Fiuggi dando origine appunto alla componente Socialisti Liberal per il Partito Democratico eleggendo 14 membri nel Consiglio Nazionale, 2 nella Direzione Nazionale ed 1 nell'Esecutivo Nazionale. In seguito alla decisione dello Sdi di non aderire al Pd, la corrente si è ricostituita in movimento dei "Socialisti liberal per il Partito democratico", formalizzando la decisione unanime (una sola astensione) del gruppo di aderire al Partito democratico e rassegnando contestualmente le dimissioni da tutti gli Organi dello SDI nominati nel Congresso Nazionale di Fiuggi.

## Valori
L'articolo 1 dello statuto dello SDI recita:
- I Socialisti Democratici Italiani si richiamano ai principi di libertà, di giustizia sociale e di pace, che sono stati alla base della fondazione del partito dei lavoratori italiani nel 1892 a Genova. Il riformismo è il riferimento principale delle iniziative politiche e programmatiche del partito alimentato da diverse concezioni di vita o da differenti ispirazioni religiose. Laicità, antitotalitarismo, diritti umani, civili e sociali, democrazia paritaria, europeismo, federalismo, valorizzazione delle autonomie locali e tutela dell'ambiente sono cardini dell'azione dello SDI. I Socialisti Democratici Italiani sono parte della grande famiglia del socialismo europeo.

## Risultati elettorali
| Elezione       | Elezione             | Voti                 | % | Seggi |
| -------------- | -------------------- | -------------------- | - | ----- |
| Europee 1999   | 670.957              | 2,2                  | 2 |       |
| Politiche 2001 | Camera               | ne Il Girasole       | 9 |       |
| Senato         | nell'Ulivo           | 6                    |   |       |
| Europee 2004   | nell'Ulivo           | 2                    |   |       |
| Politiche 2006 | Camera               | nella Rosa nel Pugno | 9 |       |
| Senato         | nella Rosa nel Pugno | 0                    |   |       |

## Congressi
- I Congresso - Fiuggi, 8-10 maggio 1998
- II Congresso - Genova, aprile 2002
- III Congresso - Fiuggi, 2-4 aprile 2004
- IV Congresso - Fiuggi, novembre 2005
- V Congresso (straordinario) - Fiuggi, 13-15 aprile 2007

## Segretari
- Enrico Boselli, dal 1998 al 2007

## Stampa
L'organo ufficiale dello SDI è stato il settimanale Avanti! della domenica.
La rivista ufficiale dello SDI è stata Mondoperaio.